# 弁護士・七尾響子
『弁護士・七尾響子』（べんごし ななおきょうこ）は、2001年から2006年にテレビ朝日系で放送されたテレビドラマシリーズ。全2回。主演は一路真輝。

## キャスト

### 主要人物
七尾響子
演 - 一路真輝
弁護士。

### ゲスト
第1作『大惨事 ツアーバス転落! 死者3名重軽傷18名… バスガイドに殺人容疑 敏腕女弁護士が殺意の謎に挑む』（2001年）
- 田所伸也（響子の後輩弁護士） - 加勢大周
- 島本夏江（転落事故を起こした観光バスの車掌） - 早勢美里
- 小沢徹（夏江の恋人） - 池内万作
- 小田切照子（夏江の友人） - 西尾まり
- 岩谷郁美（夏江の高校時代の担任） - 朝加真由美
- 夏江の父 - 高津住男
- ヌマタタカオ（保険調査員） - 木村栄
- 高島建設の顧問弁護士 - 石山律雄
- バス会社社員 - 伊東達広
- 東陽署の刑事 - 武見龍磨
- 検察側の検事 - 徳江長政
- 裁判長 - 草野裕
- マキノ（バス運転手） - 鴨川てんし
- 夏江の母 - 杉村暁
- 高島吉彦（高島建設社員） - 渡部遼介
- 高島早苗（高島の妻） - 永住千夏
- 瀬田祐司（高島建設総務部長） - 小田切健
- 夏江が働いていたレストランの経営者 - 森章二
- ハヤシ（高島建設の総務係長） - 斉藤弘勝
- 刑事 - 廣井純
- 夏江が通っていた高校の教師 - 望月太郎
- 小沢が経営するレストランのウエイトレス - 山本麻生
- 丸山秀美、瀬木一将、秋田恭介、日向さつき、川村岳道、中村勧司、井田伸一、岡部光祐、長谷川恵司、久行敬子、漆山弘志、磯部伸之、椎名桜、渡邊玲子

第2作『セクハラ連続殺人! 夫の心を奪った女… 法廷で再現する空間5メートルの殺人トリック!』（2006年）
- 真木ふみえ - 原久美子
- 北小路妙 - 中島ひろ子
- 真木悟郎 - 大橋吾郎
- 村井美代子 - 史城未貴
- 東京地検検事 - 山口嘉三
- 東京地検裁判長 - 小山武宏
- 所轄の刑事 - 秋間登
- 辻（中学教師） - 伊庭剛
- 別れさせ屋チーフ - 石波義人
- 佐藤チエ子 - 麻田ユリカ
- 鈴木弘 - 鈴木浩介
- 村井肇 - 山崎一
- 林勝子 - 清水由貴子
- 印南平太郎 - 船越英一郎
- すわ親治、緒方愛香、鉄野正豊、永井誠、春名美佐、石田博英、坂本岳大、立川朔八、葉月、藤原のりこ、實山加代子、高岸直江、矢島祐果、米倉紀之子、鳥畑洋人、安東桂吾、金澤君光、高橋典子、あべ典子、昌司沙也、関根えりか、田中千春、島田かずな、高岡梨乃、金子友美、天野香織、長江沙織、土屋まなみ、松宮裕

## スタッフ
- 原作 - 結城昌治『惨事』（第1作）
- 脚本 - 吉田剛
- 監督 - 松尾昭典
- 音楽 - 津島利章
- 法律監修 - 本村健太郎
- プロデューサー - 有馬孝、塚田泰浩（第1作）、塙淳一、広岡常男（第2作）
- 制作 - テレビ朝日、東宝

## 放送日程
| 話数 | 放送日        | タイトル                                                                                    | 原作             | 脚本   | 監督     | 視聴率 |
| ---- | ------------- | ------------------------------------------------------------------------------------------- | ---------------- | ------ | -------- | ------ |
| 1    | 2001年7月7日  | 大惨事 ツアーバス転落! 死者3名重軽傷18名… バスガイドに殺人容疑 敏腕女弁護士が殺意の謎に挑む | 結城昌治『惨事』 | 吉田剛 | 松尾昭典 | 15.7%  |
| 2    | 2006年2月18日 | セクハラ連続殺人! 夫の心を奪った女… 法廷で再現する空間5メートルの殺人トリック!              | -                | 吉田剛 | 松尾昭典 |        |